# Fuerte Habhab
El fuerte Habhab es una fortaleza islámica en la aldea de Habhab, parte de la ciudad de Fuyaira en el emirato homónimo (Emiratos Árabes Unidos). Fue construido en el siglo XIX y pasó por renovaciones en 2018.

## Historia

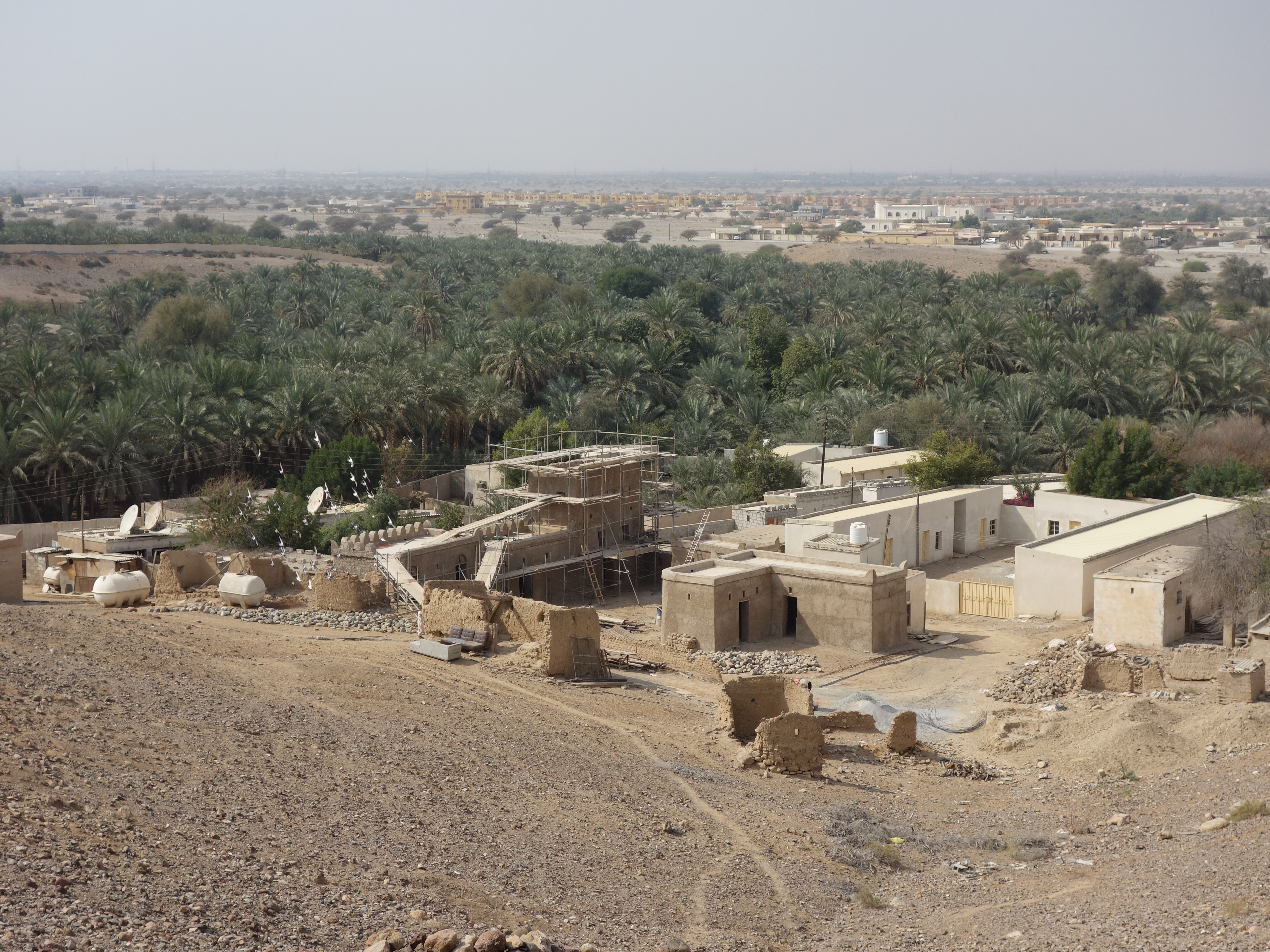
El fuerte Habhab bajo renovaciones en 2018.

El fuerte se trata de uno de los más relevantes de la región, y fue construido con el propósito de vigilar y proteger a las tierras empleadas para la agricultura local, que suponía el principal influjo económico. El complejo de rocas basálticas y barro presenta una estructura rectangular y torres con dos plantas, con una entrada al oeste.
A partir de 2018 las autoridades de Turismo y Antigüedades de Fuyaira trabajaron en la rehabilitación de los monumentos de la región, incluyendo la fortaleza de Habhab, con la finalidad de revitalizar el patrimonio histórico y aumentar el número de visitantes. Para la restauración estudiaron los cimientos de los edificios originales y los materiales que fueron empleados.